# 셀주크 제국
셀주크 튀르크, 셀주크 왕조 혹은 셀주크 제국(튀르키예어: Büyük Selçuklu İmparatorluğu 뷔위크 셀추클루 임파라토를루우[*], 투르크멘어: Beỳik Seljuk döwleti 베이크 셀주크 도울레티, 아제르바이잔어: Böyük Səlcuq İmperiyası 뵈유크 샐주크 임페리야스, 페르시아어: آل سلچوق 알레 살주크, 영어: Seljuk Empire)은 1040년부터 1157년까지 중앙아시아, 이란, 이라크, 시리아를 지배한 제국이다. 셀주크 시대에는 사회, 종교, 문화적으로 수많은 변화가 일어났다. 셀주크 제국의 아래에서 튀르크계 인구는 처음 중동으로 이주하여, 현대 튀르키예의 토대가 되었다. 또한 오늘날 이란, 이라크, 캅카스에 존재하는 튀르크 소수 주민들 역시 셀주크 시대에 형성되었다. 이슬람은 마드라사를 통해 더욱 체계화되었고, 일종의 신비주의 운동인 수피즘이 출현하여 이슬람은 더욱 대중화되었다. 뿐만 아니라 이 시대는 우마르 하이얌, 니자미, 루미 등 유명한 페르시아 시인이 여럿 출연했는데, 이들은 대게 튀르크인 군주의 후원을 받았다. 또한 12세기부터는 지방군주부터 중산층까지 사회의 많은 구성원들이 예술 작품을 소비하여 미술과 건축계에서 대혁신의 시대를 야기하였다. 셀주크 제국과 그 후계국가들은 이슬람 세계의 정치, 인구, 문화적 그림을 다시 그렸다.

## 역사

### 초기 역사
10세기 말, 하자르 제국이 붕괴하자 그 휘하에 있었던 셀주크는 지금의 카자흐스탄에 있는 잔드로 이동했다. 이 지역에서 셀주크와 그 추종자들은 이슬람을 처음 접하고, 당시 중앙아시아를 지배하던 사만 왕조의 용병으로 활동하며 점차 세력을 확장한다. 사만 왕조가 멸망한 이후에는 카라한 왕조와 가즈나 왕조 사이를 오가며 독립된 세력을 쟁취하고자 투쟁하기 시작했다.

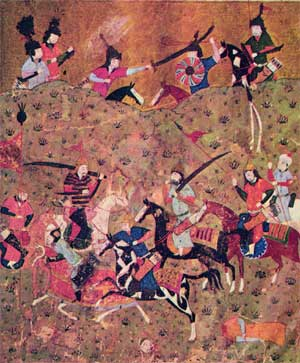
단다나칸 전투

이에 카라한 왕조는 부하라 인근에서 유목하던 셀주크인들을 추방하였고, 이때 셀주크 가문을 이끌던 셀주크의 손자, 투으룰과 차으르 형제는 남쪽으로 도피, 카라쿰 사막을 지나 후라산으로 진입하였다. 후라산은 가즈나 왕국의 핵심 영토로, 당시 이슬람 세계에서 문화적 · 경제적으로 가장 발전한 지역에 속했다. 투으룰과 차으르 형제는 가볍게 무장하여 뛰어난 기동성을 가진 기마 유목민 집단의 장점을 한껏 살려 사막을 오가며 가즈나 군대를 패퇴시켰다. 또한 가즈나 정부의 실정에 지친 후라산 지역의 엘리트 계층은 셀주크인들을 환영했다. 1040년, 후라산 지역을 탈환하려는 가즈나 왕국 최후의 원정군은 단다나칸에서 차으리가 이끄는 셀주크 군대에게 패배하며(단다나칸 전투), 후라산 지역 전체가 셀주크 가문의 손에 떨어졌다.

### 셀주크 제국의 발전
단다나칸 전투 이후 후라산을 장악한 투으룰과 차그리 형제는 곧 영토를 나누었다. 차그리는 일단 형제가 확보한 영토를 담당하게 되었는데, 그 중심지는 메르브였다. 투그릴은 아직 정복하지 않은 후라산에서 서쪽의 이란 땅과 이라크를 지배하기로 했다. 이와 같이 영토를 동과 서로 나누는 것은 셀주크 제국의 역사에서 수 차례 등장한다. 이런 풍습은 이전의 돌궐 제국이나 카라한 왕조에서도 나타나는 것을 보고 있다. 투으룰은 이후 정복을 지속해 나가며, 처음에는 베이(아미르)를 자칭하다가 나중에는 이슬람 세계에서 가장 명망높은 지위인 술탄이 되었다. 1055년, 투으룰은 바그다드를 점령하여, 압바스조 칼리프에게서 전 이슬람 세계의 지도자로 책봉되었다. 투으룰이 죽은 1063년에 그의 영토는 지금의 이란과 이라크 전체를 포괄하는 것이었다.
투으룰의 부상이 급격히 이루어진 것은 그의 탁월한 군사적 재능과 이슬람 세계의 정치적 분열에 힘입은 바였다. 투으룰이 이슬람 세계로 진입했을 때 이란과 이라크 대부분에서 종주권을 누리던 이란계 부이조는 사실 여러 분가로 나누어져 있는 상태였다. 이들은 서로에게 적대적이었으며, 튀르크 군대를 이용하기 위해 투으룰을 자발적으로 초청했다. 투으룰은 이들을 멸망시키기 보다는 그 지위는 보장한 채, 관료를 파견하여 세금을 받아내는 수준에서 만족했다. 따라서 유목민의 악랄한 이미지와 달리 셀주크 정복은 상대적으로 평화로운 과정이었다. 바그다드를 점령할때도, 투으룰은 칼리프의 재상의 초대를 받아서 간 것이었다. 압바스 조정의 입장에서도 시아파 부이조와 달리 순니파이며, 압바스 칼리프가 선지자 무함마드의 대리인이라는 사실을 인정하는 셀주크 제국이 좀 더 나은 상대로 느껴졌다. 반대로 튀르크멘 추종자의 입장에서 투으룰의 이와 같은 변화는 달갑지 않은 것이었다. 투으룰은 튀르크멘이 도시를 약탈하는 것을 제약했을 뿐만 아니라 아예 도시로의 접근을 차단하려 했다. 투으룰이 재위 기간에 소아시아나 캅카스 방면의 기독교 국가들에 대한 원정을 실시한 이유는 이로 인해 불만을 품은 유목민의 욕구를 만족시켜주기 위함이었다.
투으룰이 자식 없이 사망하자, 제국의 동부와 서부는 차으리의 아들 알프 아르슬란(재위: 1063년 ~ 1092년)의 통제 아래로 들어갔고, 예외적이게도 알프 아르슬란의 아들 말리크샤 1세(재위: 1073년 ~ 1092년)에게도 그대로 이어졌다. 두 술탄의 치세는 셀주크 제국의 전성기로 여겨진다. 알프 아르슬란은 대부분의 시간을 원정으로 보냈으며, 그 결과 셀주크 제국의 영토는 중앙아시아, 시리아, 소아시아를 포함하게 되었다. 특히 유명한 것은 1071년의 만지케르트 전투에서 거둔 알프 아르슬란의 승리로, 그는 여기서 비잔틴 황제 로마노스 디오예니스를 사로잡았다. 제국의 확장은 말리크샤의 치세에도 이어졌다. 그는 팔레스타인을 정복하고, 중앙아시아의 카라한 왕국을 속국으로 삼았다. 그러나 이 정복은 투으룰과 차으르 형제의 것과는 달랐다. 투으룰과 차으르 형제의 군대는 튀르크멘 유목민이었으나, 알프 아르슬란과 말리크샤의 군대는 노예 병사를 중심으로 한 군대였다.
말리크샤 치세의 또 다른 특징은 니잠 알물크의 영향력이었다. 니잠 알물크는 자신의 후라산 출신 동맹과 자식들을 제국 각지의 관료로 임명하였다. 이란 서부와 아랍의 신민들은 셀주크 제국을 후라산적으로 보았고, 후라산 출신의 엘리트들에 대해 불평했다 말리크샤는 이런 니잠 알물크를 신뢰하여 행정 업무 뿐만 아니라 종교나 군사 업무 또한 맡겼다. 당대인들은 그를 ‘셀주크 왕국의 창건자’로 여겼다. 한 연대기에서는 “일인지하 만인지상이 아니라 단지 만인지상”이라고까지 적을 정도였다.

### 제국의 붕괴
니잠 알물크의 권력이 강했던 점은 반대로 반대로 술탄의 권력이 약했음을 의미한다. 말리크샤는 치세 후반 들어 니잠 알물크와 갈등을 빚었지만, 그를 완전히 제거할수는 없었다. 말리크샤의 후계자들의 시대에 이 문제는 더 심각해졌다. 말리크샤가 죽은 뒤 관료와 귀족들은 권력을 손에 쥐기 위해 말리크샤의 아들들을 조정해 내전을 벌였다. (1092년 ~ 1104년) 이론적으로 셀주크 가문의 누구나 군주가 될 수 있었다. 군주 생전에 정해놓은 후계자가 군주의 사후에도 인정 받는 일은 드물었다. 그 결과 관료들과 귀족들은 더 조정하기 쉬운 사람을 새 군주로 세우기 위해 더 어리고 경험 없는 왕자를 확보하려 다투었다. 십자군이 셀주크 제국을 덮친 것이 이때였는데, 사실 십자군의 목표는 셀주크 제국의 중심지인 이라크나 이란과 멀었기 때문에 거의 관심을 받지 못했다.

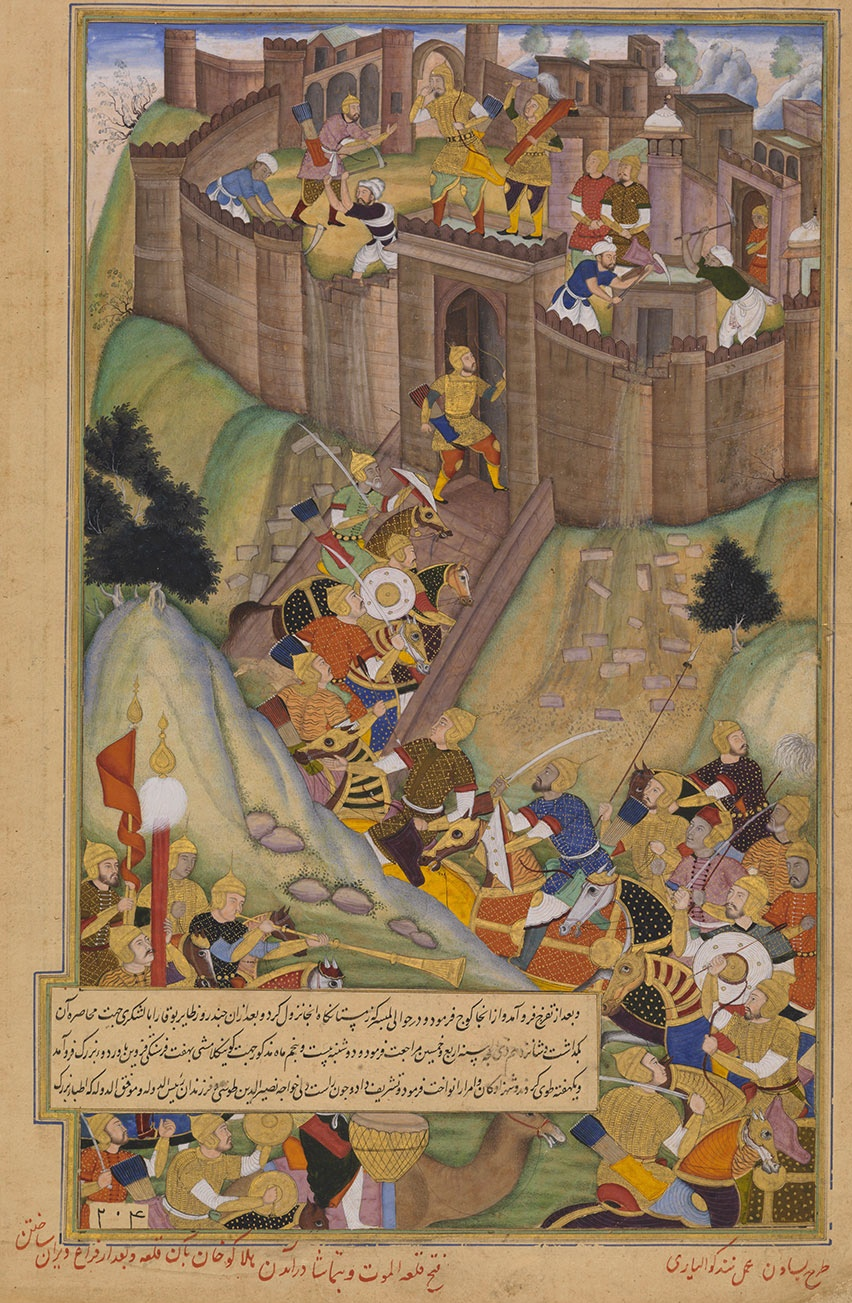
알라무트 요새. 작자미상. 15세기 이란.

결국 말리크샤 사후의 혼란에서 셀주크 제국의 통치자로 떠오른 것은 술탄 무함마드 타파르(재위: 1105년 ~ 1118년)이었다. 그러나 무함마드 타파르 역시 십자군에는 거의 관심을 기울이지 않았다. 그의 종교적인 적은 오히려 시아파를 추종하는 니자리 이스마일파였다. 이들은 내전을 틈타 이란의 몇몇 전략적 요충지를 장악한 상태였다. 특히 악명높은 것은 앨부르즈 산맥의 알라무트 성채였다. 무함마드는 결국 이들을 제압하는데 실패했는데, 이 시아 이슬람 일파는 셀주크 제국보다 더 오래 살아남았다.
무함마드 타파르는 제국의 서부에 있던 마지막 셀주크 제국의 통치자였다. 그의 사후 대술탄의 지위는 그의 동생 아흐마드 산자르(재위:1118년 ~ 1157년)에게 이어졌다. 산자르의 영지는 후라산에 있었다. 산자르의 재위는 셀주크 제국의 두번째 전성기로 여겨진다. 산자르는 메르브에 수도를 두고 이곳을 문예와 학문의 중심지로 조성했다. 그러나 1130년대 들어서 제국 내 · 외부에서 문제가 터지기 시작했다. 우선 만주에서 온 카라 키타이가 서진하고 있었다. 이들은 셀주크 제국의 속국인 카라한조를 공격했고, 산자르는 이를 지원하였으나 결국 카트완 전투에서 참패했다. (1141년) 카라키타이가 중앙아시아에 정착하자, 산자르의 제국 내부에서 균열이 발생했다. 화레즘의 통치자 아트시즈가 카라키타이와 협조하여 반란을 일으킨 것이다. 아트시즈가 반란을 일으키자 발흐 인근에 있던 튀르크멘인들도 1151년에 반란을 일으켰다. 이들은 카라키타이에 의해 쫓겨난 처지였는데, 산자르의 관료가 무거운 세금까지 매기자 들고 일어난 것이다. 이 이듬해에 반란군은 산자르의 군대를 격파하고 메르브를 점령하여 산자르의 제국을 파괴했다.

### 제국의 붕괴 이후
산자르를 포로로 사로잡은 튀르크멘 부족들은 후라산 전역을 파괴했다. 산자르는 3년 뒤인 1157년에 풀려났지만, 얼마 못가 죽었다. 이후 몇몇 셀주크 왕족들이 후라산을 차지하려 도전했지만, 모두 실패했다. 이후 후라산 지역은 권력의 공백지대로 남아있다가, 1220년대와 1230년대를 거쳐 화레즘 제국의 손에 들어갔다.
반면 이란 서부와 이라크의 셀주크 방계 혈족은 반세기가량 더 유지되었다. 산자르는 치세 초기 제국 서부를 장악하려 시도했으나, 무함마드 타파르의 관료들이 방해하여 실패했다. 이들은 대신 무함마드 타파르의 아들들을 이용해 산자르에 대항했다. 산자르는 이들을 소小술탄으로 임명하여 이라크와 이란 서부의 관리를 맡겼고, 이 지역은 이후 이라크 셀주크로 알려지게 된다.

## 정치
셀주크 군주들은 자신들의 국가를 승리하는 국가(아랍어: al-dawla al-qahira)라 불렀다. 투으룰의 경우 자신이 이라크, 아제르바이잔, 마잔다란, 쿠히스탄 그리고 조지아를 지배한다고 주장했고, 그의 형제 차으르는 후라산, 화레즘 그리고 키르만을 통치한다고 주장했다. 두 사람의 후계자 알프 아르슬란은 스스로의 영역을 후라산, 이라크, 아제르바이잔, 시리아, 화레즘 그리고 조지아로 정의했다. 셀주크 제국의 전성기를 통치한 말리크샤 1세는 이라크, 파르스, 시리아, 아제르바이잔, 화레즘, 후라산, 조지아 그리고 트란스옥시아나를 통치한다고 선전했다.

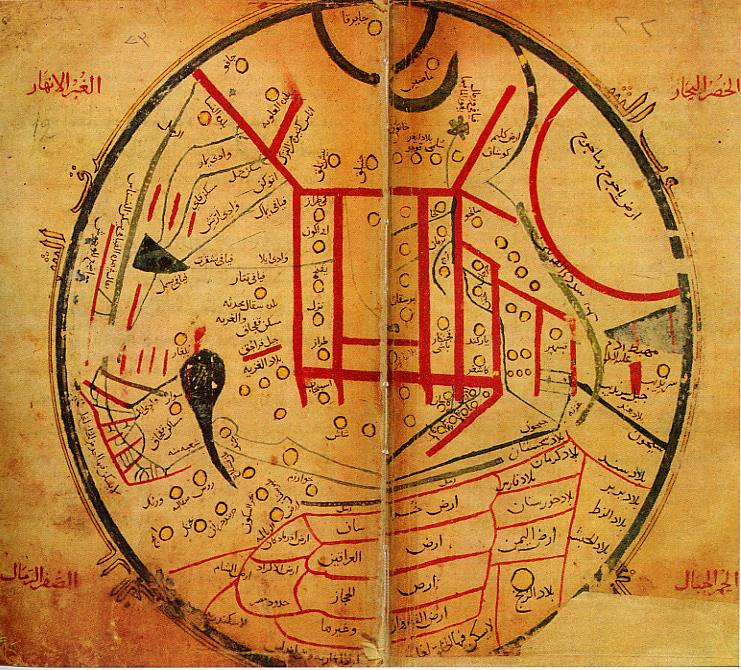
마흐무드 알카슈가리의 《튀르크어대사전》에 그려진 세계 지도

셀주크인들은 자신들이 세계를 지배하도록 선택된 종족이라고 믿었다. 그들은 셀주크 제국의 시조는 불길에 휘말린 세계에 소변을 봄으로써 세계를 평정했다는 전설을 믿었다. 11세기에 활동한 마흐무드 알카슈가리는 《튀르크어사전(아랍어·페르시아어: ديوان لغات الترك 디완 루가트 알투르크[*])》의 서문에 이렇게 적었다. “나는 신께서 제국의 태양을 튀르크족의 집 위에서 떠오를 수 있도록 만드는 것을 보았다.”

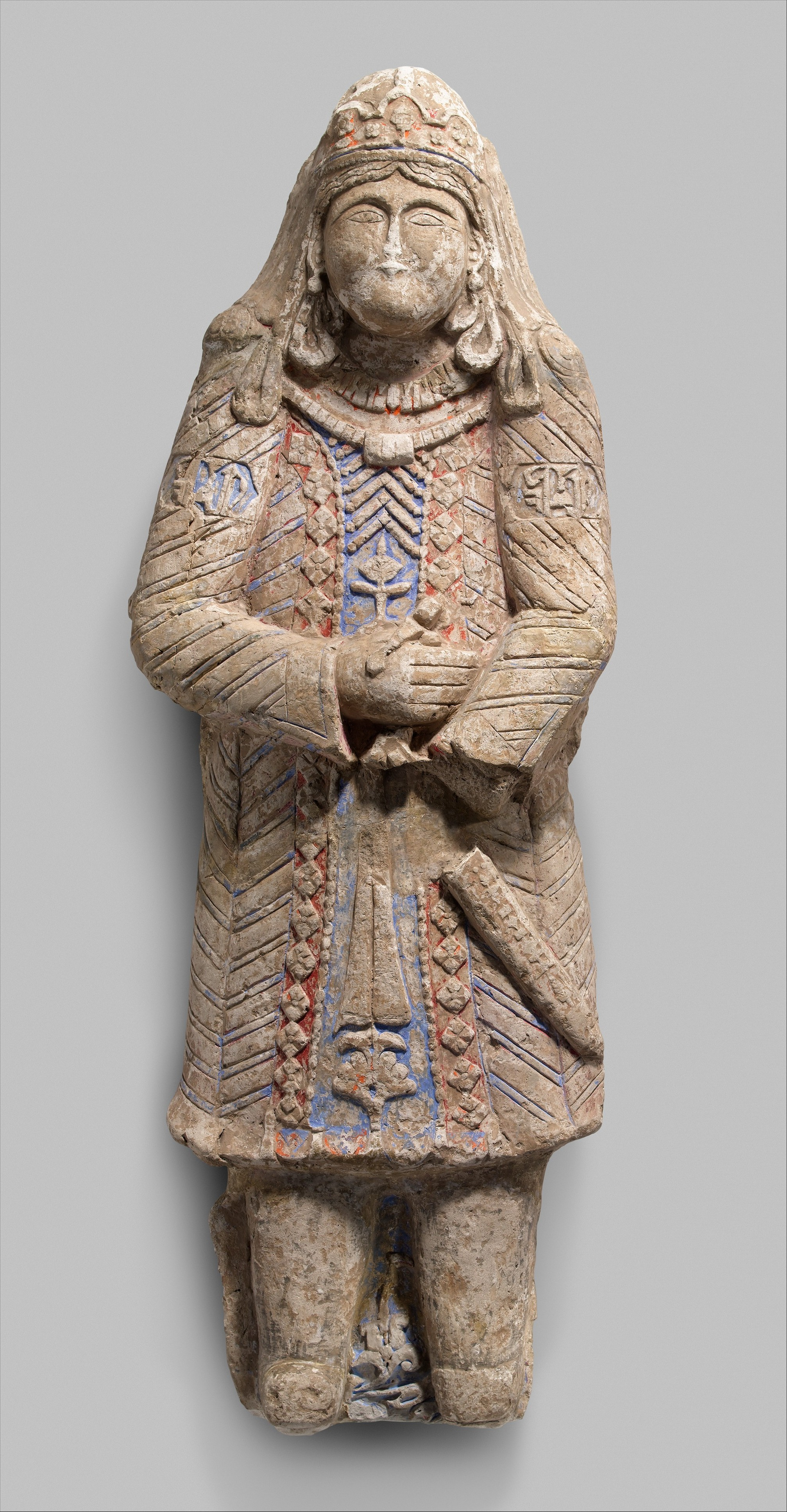
셀주크 왕족상. 12세기~13세기 초.

튀르크 엘리트층이 ‘지배 종족’이라는 자부심을 가졌지만, 정작 관료들은 페르시아 문화를 사용했다. 재상 중 가장 특출난 인물은 니잠 알물크였다. 그는 술탄 아르슬란부터 말리크샤에 이르기까지 2대에 걸쳐 재상을 지냈다. 니잠 알물크에게 이상적인 재상으로써 불멸의 명성을 안겨준 것은 그가 적은 《정치의 서(書)》 덕분이었다. 이 책은 셀주크 제국의 통치, 옛 페르시아 왕조들의 궁정 의례에 대한 묘사, 관리들에게 주는 교훈, 튀르크 전사들과 힘의 균형을 유지하기 위해서는 다양한 종족의 노예병을 고용해야 한다는 것, 관료에게 세금 징수 업무를 위임하는 내용 등을 다루고 있었다. 말리크샤에게 헌정한 이 책에서 니잠 알물크는 셀주크 제국이 가야할 길이 이전의 후라산계 왕조인 사만조나 가즈나조와 같은 이란이슬람적 제국이라고 주장했다.
그러나 니잠 알물크의 생각과는 달리 셀주크 제국의 제도에서는 튀르크적 요소도 다수 도입되었다. 예를 들어, 셀주크 시대에 새로 도입된 일종의 인장인 투그라에는 유목세계에서 권위를 상징하는 활과 화살이 새겨졌고, 이 도안은 동전이나 여러 문서에서도 활용되었다. 이에 따라 투그라를 관리하는 직책도 도입되었는데, 이 직위는 관료계에서 최선임직 가운데 하나가 되었다. 또 다른 관직의 예로는 아타베그가 있다. 튀르크어에서 보이는 그대로 이 직위는 왕자의 보호자를 의미했다. 아타베그는 왕자에게 전쟁과 정치에 대해 가르칠 의무가 있었는데, 사실 니잠 알물크 그 자신도 이 직위를 수행했다. 마찬가지로 셀주크 시대에는 지방관직에 있어서도 튀르크적 요소가 다수 도입된 것으로 보인다. 셀주크 제국의 정치 제도는 종래의 이미지보다는 덜 이란적이고 더 튀르크적이었을 것으로 추측된다. 안타까운 점은 남겨진 사료 대부분이 페르시아어 화자 관료 계층의 것이라, 이란과 이슬람의 전통을 더 강조하여 진상을 파악하기가 힘든 점이다.

### 수도 조성
말리크샤의 치세에 셀주크 제국이 경험한 또 다른 진화는 수도의 존재였다. 투으룰과 알프 아르슬란은 대부분의 시간을 원정으로 보내며 공식적인 수도를 두지 않았다. 그러나 말리크샤는 좀 더 정주화된 행정을 위해 이스파한을 수도로 삼고 치세의 절반가량을 그곳에서 지냈다.

### 행정
셀주크 제국은 술탄이 직접 통치하는 땅과 간접 통치하는 땅으로 나누어졌다. 직할령은 술탄의 야영지 인근 도시와 농경지였다.  대부분의 땅은 간접 통치령이었다. 간접 통치령은 크게 세가지로 나눌 수 있다. 첫번째는 지방왕조들의 땅이다. 투그룰이 이란에 진입하기도 전부터 존재했던 각 왕조들은 셀주크의 종주권을 인정하는 대가로 존속했다. 카스피 해 남쪽의 산악지대와 이라크 지역이 여기에 해당했다. 그 다음은 이크타 토지들이었다. 말리크샤와 니잠 알물크는 차츰 지방왕조들의 땅을 이크타로 튀르크 아미르들에게 부여했다. 마지막 부류는 부족령으로, 상당한 수준의 자치권을 가지고 있었다. 구르간, 아제르바이잔, 후지스탄, 이라크 남부가 여기에 해당했다.
중앙 행정은 크게 두가지 행정기계로 구성되었다. 첫번째는 다르가(페르시아어: درگاه Dargāh)이다. 다르가는 일종의 이동식 궁정이라 할 수 있다. 술탄은 대부분의 기간에 제국 각지를 떠돌아다녔기 때문이다. 다르가의 또 다른 기능은 최종법원으로써의 기능이었다. 술탄은 신의 지상 대리인이었기에, 그의 판결은 신의 것과 같은 의미를 지녔다. 두번째 행정기계는 디반(페르시아어: دیوان dīvān)이다. 조직의 일차적인 목적은 국가 재정의 관리였다. 디반의 수장은 재상(아랍어·페르시아어: وزیر‬ vazīr[*])로, 그 역시 술탄과 함께 제국을 이동해야만 했다.
디반은 크게 네 조직으로 나누어졌다. 첫번째는 법원에 해당하는 디반 알인샤 왈투그라(아랍어·페르시아어: دیوان الاِنشا والطغرا Dīwān al-inshāʾ waʾl-ṭughrā[*])로, 그 수령은 투그라이(아랍어·페르시아어: طغراى ṭughrāʾī[*])라 불리었다. 디반 알자맘 왈이스티파(아랍어·페르시아어: دیوان الازِمَام والاِسْتِيفَاء Dīwān al-zamām waʾl-istīfāʾ[*])는 회계를 전담하는 부서로, 그 수령은 무스타브피 알마말릭(아랍어·페르시아어: مستوفى المماليك mustawfī al-mamālik[*])이라 불리었다. 디바니 이슈라피 마말릭(페르시아어: دیوان الاإشراف المماليك Dīwān-i ishrāf-i mamālik)은 회계검사기관으로 무슈리피 마말릭(아랍어·페르시아어: مشرفى المماليك mushrif-i mamālik[*])이 그 수장이었다. 마지막 조직은 디반 알아르드로, 군대 부분을 관장했다.

## 군대
셀주크 제국의 초창기 성공의 기반은 튀르크멘 유목민이었다. 이들은 어마어마한 규모의 궁기병 집단이었다. 따라서, 이들의 존재는 셀주크 군대의 어마어마한 ‘화력’을 암시하는 바이다. 토그를 베그가 바그다드에 입성할 당시 그의 군대는 대략 1만 명 정도의 규모였을 것으로 보이는데, 11세기 이슬람 세계에서 단일한 군주가 이정도로 큰 규모의 ‘궁기병’ 군단을 소유한 것은 유례가 없는 것이었다. 단다나칸 전투에서 토그를 베그와 차그르 베그의 군대는 약 16,000명이었다고 전해진다. 그들의 상대였던 가즈나 군대는 더 숫자가 많고 장비도 잘 갖추었으나, 메르브 북쪽의 건조한 초원 지대를 통과하며 지친 상태였다. 셀주크 군대는 경무장 궁기병의 장점을 십분 활용하여 이들 군대를 격파했다.
셀주크의 이 궁기병 군단의 체제는 명확히 알 수 없으나, 아마 부족 수령들이 각 부족을 지휘하는 형태였을 것이다. 각 병사들은 유목 생활을 하면서 단련되었다. 병사들에 대한 직접적인 임금은 존재하지 않았고, 전투와 약탈을 통해 복무의 대가를 얻었다. 그러나 각 부족의 수령이나 지휘관의 경우, 계급에 따라 다양한 방식으로 임금을 받았다.

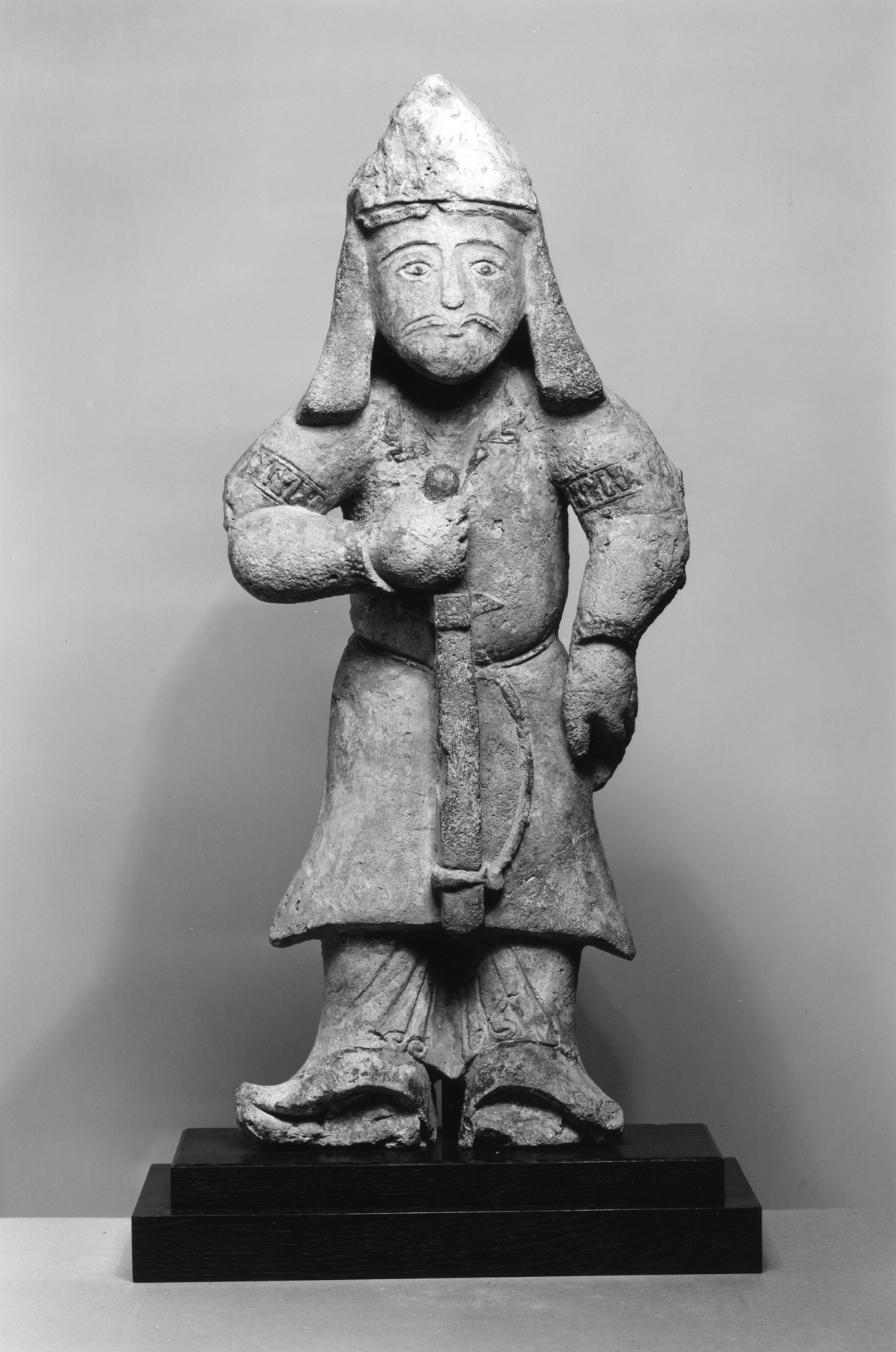
검을 든 전사. 12세기, 이란.

그러나 곧 셀주크 통치자들은 튀르크멘 부족에 전적으로 의지해서는 안된다는 사실을 깨달았다. 그들은 이제 정주 제국의 통치자이기도 했다. 반면 튀르크멘 부족민들은 그 군주나 정부의 이너서클과 다른 관심사를 지녔다. 부족민들은 초원과 약탈에 관심이 있었고, 중앙 정부의 간섭에는 질색했다. 반면 중앙 정부는 이제 상업과 농업에서 나오는 세금이 중요했고, 정치적 그리고 경제적으로 안정을 유지하고자 했다. 그리하여 튀르크멘들은 차츰 셀주크 제국의 중심지를 떠나 아제르바이잔이나 캅카스 남부, 심지어 소아시아 동부의 초원으로 이주하였다.
당연하지만, 튀르크멘 군단이 떠나자 셀주크 제국에는 그들을 대체할 존재가 필요했다. 셀주크 정부는 이슬람 세계의 오랜 전통이었던 노예 병단을 통해 해결했다. 이 군대는 대략 10,000명에서 15,000명 사이로 구성되었다. 또, 니잠 알물크는 《정치의 서》에서 튀르크멘 외에도 다양한 종족의 부족을 활용해야 한다고 주장했다. 이에 따라 실제 셀주크 제국이 군대 역시 튀르크멘 부족민과 튀르크계 굴람으로 구성된 기병대와 페르시아계 징집병으로 구성된 보병대를 주축으로 삼았다. 이외에 쿠르드나 아랍 부족들도 보조병으로 활용되었고, 소수나파 힌두나 그리스계도 존재했다.
이 군대를 유지하는 일은 디와니 아르드(아랍어·페르시아어: دیوان العرض Dīwān al-ʿarḍ[*]) 또는 디와니 알자이슈(아랍어·페르시아어: دیوان الجيش dīwān al-jaysh[*])가 맡았으며, 그 수장은 사히브 알아르드(아랍어·페르시아어: صاحب العرض Ṣāḥib al-ʿarḍ[*]) 또는 사히브 알자이슈(아랍어·페르시아어: صاحب الجيش Ṣāḥib al-jaysh[*])라 하였다. 이 직위는 관료 계층의 것이었기에, 실무를 수행하였는지는 불분명하다. 튀르크 장교층의 최고사령관은 하지브(페르시아어: ḥājib) 또는 이스파흐살라르(페르시아어: اسپهسالار ispāhsalār)라 하였다. 이 직책이 담당하는 업무나 실무는 파악이 힘든데, 이는 말리크샤 1세 시기까지 원정의 대부분이 군주의 친정이었기 때문이다. 디와니 아르드의 가장 중요한 업무는 이크타의 관리였다.

## 문화

### 건축

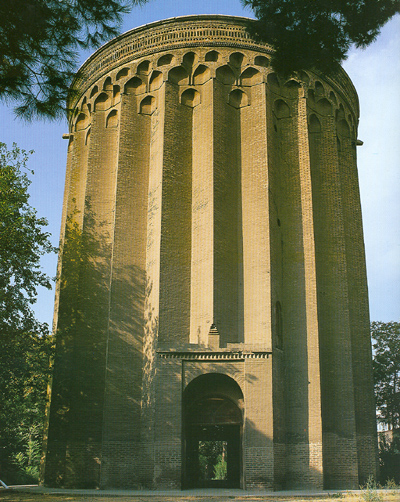
투그를 탑, 이란, 라이. 투그를 베이의 무덤. 12세기 건축

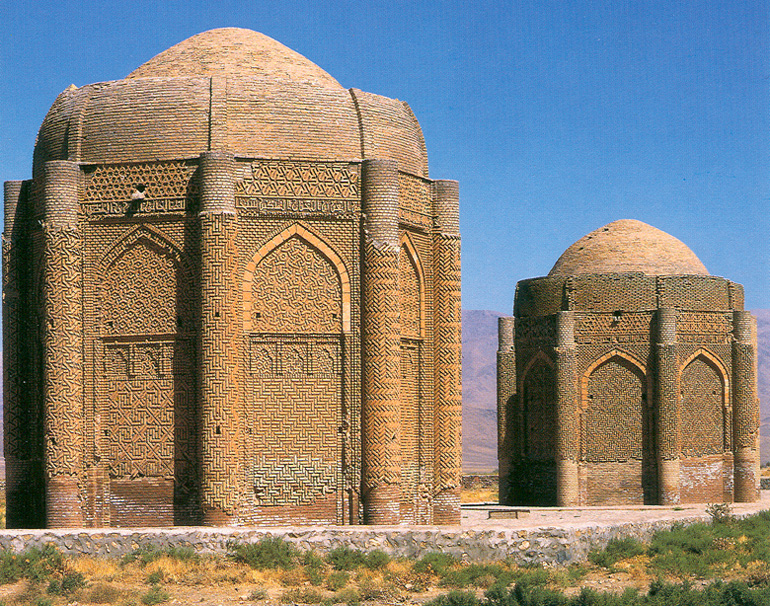
하라간 탑. 1067년, 이란, 카즈빈. 셀주크 왕족을 위한 무덤.

셀주크 시대에 이슬람 세계의 건축 유형과 건출 설계 구조에 혁신이 발생했다. 수도 이스파한에 세워진 셀주크 제국 최고의 모스크에는 중요한 두 가지 변화가 대표적으로 나타났다. 첫번째 변화는 두 개의 돔이 추가로 건설된 것이다. 그중 하나는 1072년에서 1075년 사이 미흐라브 전면에, 다른 하나는 1088년에 모스크 북쪽에 세워졌다. 돔들의 기능은 분명하지는 않지만, 두번째로 추가된 돔은 왕족의 예배실이나 담소를 나누는 방으로 쓰인 것 같다. 두번째는 1121년과 1122년 사이에 일어난 변화로, 본래 존재하던 두 개의 안뜰을 다시 나눈 것이다. 이와 같이 이완(아랍어·페르시아어: ایوان, 튀르키예어: eyvan)이 네 개인 설계 방식은 공간에서 새로운 교차 축을 건설하는 방식을 창출했다.

### 문학
셀주크 시대의 문화는 가즈나 왕조의 예를 전반적으로 따랐다. 사만 왕조나 가즈나 왕조와 마찬가지로, 셀주크인들은 재상 등 관료에 이란인들을 임명하였고, 따라서 행정 분야에 있어서 페르시아어가 공용어로 사용되었다. 그 결과 페르시아어는 아랍어와 더불어 문학에서 널리 사용되는 언어가 되었다. 그런 한편, 셀주크 제국은 중앙집권화된 제국이 아니었다. 따라서, 하마단, 이스파한, 마르브나 니샤푸르 외에도, 다양한 셀주크 방계 가문들이 다스렸던 도시들이 문학 중심지로 기능했다. 작가들 역시 후원자를 찾아 각 도시들을 떠돌았다.

## 종교

### 울라마의 부상
시아파 부이 왕조 시대에 학자들은 그리스와 로마의 철학과 문학을 연구함으로써 좀 더 개방적인 생각을 가졌다. 이들의 학문 태도는 완고한 사고를 지닌 무슬림들에게 이교도적이라는 비난을 받았다. 니잠 알물크는 《정치의 서》에서 여러 차례에 걸쳐 시아파 사람들이 주장하는 정치적 주장의 위험성에 대해 다루었다. 알가잘리 역시 이스마일파의 주장에 반박하는 논문을 적었다.
그런 한편, 니잠 알물크는 같은 책에서 사회를 잘 통제하기 위해서는 울라마 계층에게 어떤 역할도 부여해서는 안된다고 주장했다. 따라서, 셀주크 술탄들은 정치적 권력 대신 그들을 단순히 후원하였다. 울라마는 그 대가로 술탄의 정권에 정당성을 부여해주었다. 1067년 니잠 알물크는 처음으로 바그다드에 마드라사를 건립했다. 마드라사는 순니파 교리 전도와 교육에 많은 기여를 했다. 대체로 마드라사는 정통 종교를 바탕으로 편협한 정규 교과 과정만을 고집하는 경향을 띠었다. 이러한 교육은 순니파 울라마들에게 전문적인 활동 영역을 마련해주는 한편, 시아파 교리에 맞서 싸우는 교육이라는 목적에도 효과적이었다. 11세기 이래로 마드라사가 확산되고 교수와 암송가, 사서가들이 터번을 두른 성직자 대열에 합류함으로써 이슬람 성직자의 수가 크게 늘었다. 셀주크 제국과 그 뒤를 이은 국가들에서는 《코란》과 이슬람법의 전문가들인 울라마의 위상이 눈에 띄게 높아졌다.

### 하나피파 법학의 발전
셀주크 제국은 마 와라 알 나흐르에서부터 하니파파를 후원하였다. 그리하여 셀주크 시대에 하나피파는 다른 학파에 대한 우위를 굳히게 되었다. 12세기 부르한 알딘 알마르기나니는 하나피파의 법 규정을 집대성하여 《알히다야》를 저술하였다. 이 책은 후일 하나피파의 가장 중요한 문헌으로 여겨졌다.

## 역대 군주
1. 투으룰 1세 (1038년 - 1063년)
2. 알프 아르슬란 (1063년 - 1072년)
3. 말리크샤 1세 (1072년 - 1092년)
4. 마흐무드 1세 (1092년 - 1094년)
5. 바르키야루크 (1094년 - 1105년)
6. 말리크샤 2세 (1105년)
7. 무함마드 타파르 (1105년 - 1118년)
8. 아흐메드 산자르 (1118년 - 1157년)

### 가계
|  |  |        |        |        |        |                   |                   |                   |                   |                            |                            |                            |                            |                            |                            |  |  |                               |                               |                               |                               | 셀주크                        |                               |        |        |                               |                               |                               |                               |                               |                               |  |  |                        |                        |                        |                        |                        |                        |  |  |               |               |               |               |               |               |  |  |           |           |           |           |           |           |  |  |  |  |  |  |  |  |  |  |  |  |  |  |  |  |  |  |  |  |  |  |  |  |  |  |  |  |  |  |  |  |  |  |  |  |
|  |  |        |        |        |        |                   |                   |                   |                   |                            |                            |                            |                            |                            |                            |  |  |                               |                               |                               |                               |                               |                               |        |        |                               |                               |                               |                               |                               |                               |  |  |                        |                        |                        |                        |                        |                        |  |  |               |               |               |               |               |               |  |  |           |           |           |           |           |           |  |  |  |  |  |  |  |  |  |  |  |  |  |  |  |  |  |  |  |  |  |  |  |  |  |  |  |  |  |  |  |  |  |  |  |  |
|  |  |        |        |        |        |                   |                   |                   |                   |                            |                            |                            |                            |                            |                            |  |  |                               |                               |                               |                               |                               |                               |        |        |                               |                               |                               |                               |                               |                               |  |  |                        |                        |                        |                        |                        |                        |  |  |               |               |               |               |               |               |  |  |           |           |           |           |           |           |  |  |  |  |  |  |  |  |  |  |  |  |  |  |  |  |  |  |  |  |  |  |  |  |  |  |  |  |  |  |  |  |  |  |  |  |
|  |  |        |        |        |        | 아르슬란 이스라일 | 아르슬란 이스라일 | 아르슬란 이스라일 | 아르슬란 이스라일 | 아르슬란 이스라일          | 아르슬란 이스라일          |                            |                            |                            |                            |  |  |                               |                               |                               |                               | 미카일                        | 미카일                        | 미카일 | 미카일 | 미카일                        | 미카일                        |                               |                               |                               |                               |  |  | 무사                   | 무사                   | 무사                   | 무사                   | 무사                   | 무사                   |  |  | 유누스        | 유누스        | 유누스        | 유누스        | 유누스        | 유누스        |  |  |           |           |           |           |           |           |  |  |  |  |  |  |  |  |  |  |  |  |  |  |  |  |  |  |  |  |  |  |  |  |  |  |  |  |  |  |  |  |  |  |  |  |
|  |  |        |        |        |        | 아르슬란 이스라일 | 아르슬란 이스라일 | 아르슬란 이스라일 | 아르슬란 이스라일 | 아르슬란 이스라일          | 아르슬란 이스라일          |                            |                            |                            |                            |  |  |                               |                               |                               |                               | 미카일                        | 미카일                        | 미카일 | 미카일 | 미카일                        | 미카일                        |                               |                               |                               |                               |  |  | 무사                   | 무사                   | 무사                   | 무사                   | 무사                   | 무사                   |  |  | 유누스        | 유누스        | 유누스        | 유누스        | 유누스        | 유누스        |  |  |           |           |           |           |           |           |  |  |  |  |  |  |  |  |  |  |  |  |  |  |  |  |  |  |  |  |  |  |  |  |  |  |  |  |  |  |  |  |  |  |  |  |
|  |  |        |        |        |        |                   |                   |                   |                   |                            |                            |                            |                            |                            |                            |  |  |                               |                               |                               |                               |                               |                               |        |        |                               |                               |                               |                               |                               |                               |  |  |                        |                        |                        |                        |                        |                        |  |  |               |               |               |               |               |               |  |  |           |           |           |           |           |           |  |  |  |  |  |  |  |  |  |  |  |  |  |  |  |  |  |  |  |  |  |  |  |  |  |  |  |  |  |  |  |  |  |  |  |  |
|  |  | 만수르 | 만수르 | 만수르 | 만수르 | 만수르            | 만수르            |                   |                   | 쿠탈므슈                   | 쿠탈므슈                   | 쿠탈므슈                   | 쿠탈므슈                   | 쿠탈므슈                   | 쿠탈므슈                   |  |  | 차그리 베그                   | 차그리 베그                   | 차그리 베그                   | 차그리 베그                   | 차그리 베그                   | 차그리 베그                   |        |        | 투그를 베그 1038년~1063년     | 투그를 베그 1038년~1063년     | 투그를 베그 1038년~1063년     | 투그를 베그 1038년~1063년     | 투그를 베그 1038년~1063년     | 투그를 베그 1038년~1063년     |  |  |                        |                        |                        |                        |                        |                        |  |  | 이브라힘 이날 | 이브라힘 이날 | 이브라힘 이날 | 이브라힘 이날 | 이브라힘 이날 | 이브라힘 이날 |  |  |           |           |           |           |           |           |  |  |  |  |  |  |  |  |  |  |  |  |  |  |  |  |  |  |  |  |  |  |  |  |  |  |  |  |  |  |  |  |  |  |  |  |
|  |  | 만수르 | 만수르 | 만수르 | 만수르 | 만수르            | 만수르            |                   |                   | 쿠탈므슈                   | 쿠탈므슈                   | 쿠탈므슈                   | 쿠탈므슈                   | 쿠탈므슈                   | 쿠탈므슈                   |  |  | 차그리 베그                   | 차그리 베그                   | 차그리 베그                   | 차그리 베그                   | 차그리 베그                   | 차그리 베그                   |        |        | 투그를 베그 1038년~1063년     | 투그를 베그 1038년~1063년     | 투그를 베그 1038년~1063년     | 투그를 베그 1038년~1063년     | 투그를 베그 1038년~1063년     | 투그를 베그 1038년~1063년     |  |  |                        |                        |                        |                        |                        |                        |  |  | 이브라힘 이날 | 이브라힘 이날 | 이브라힘 이날 | 이브라힘 이날 | 이브라힘 이날 | 이브라힘 이날 |  |  |           |           |           |           |           |           |  |  |  |  |  |  |  |  |  |  |  |  |  |  |  |  |  |  |  |  |  |  |  |  |  |  |  |  |  |  |  |  |  |  |  |  |
|  |  |        |        |        |        |                   |                   |                   |                   |                            |                            |                            |                            |                            |                            |  |  |                               |                               |                               |                               |                               |                               |        |        |                               |                               |                               |                               |                               |                               |  |  |                        |                        |                        |                        |                        |                        |  |  |               |               |               |               |               |               |  |  |           |           |           |           |           |           |  |  |  |  |  |  |  |  |  |  |  |  |  |  |  |  |  |  |  |  |  |  |  |  |  |  |  |  |  |  |  |  |  |  |  |  |
|  |  |        |        |        |        |                   |                   |                   |                   | 술레이만                   | 술레이만                   | 술레이만                   | 술레이만                   | 술레이만                   | 술레이만                   |  |  | 카부르트                      | 카부르트                      | 카부르트                      | 카부르트                      | 카부르트                      | 카부르트                      |        |        | 알프 아르슬란 1063년~1072년   | 알프 아르슬란 1063년~1072년   | 알프 아르슬란 1063년~1072년   | 알프 아르슬란 1063년~1072년   | 알프 아르슬란 1063년~1072년   | 알프 아르슬란 1063년~1072년   |  |  | 술라이만               | 술라이만               | 술라이만               | 술라이만               | 술라이만               | 술라이만               |  |  | 우스만        | 우스만        | 우스만        | 우스만        | 우스만        | 우스만        |  |  | 바흐람 샤 | 바흐람 샤 | 바흐람 샤 | 바흐람 샤 | 바흐람 샤 | 바흐람 샤 |  |  |  |  |  |  |  |  |  |  |  |  |  |  |  |  |  |  |  |  |  |  |  |  |  |  |  |  |  |  |  |  |  |  |  |  |
|  |  |        |        |        |        |                   |                   |                   |                   | 술레이만                   | 술레이만                   | 술레이만                   | 술레이만                   | 술레이만                   | 술레이만                   |  |  | 카부르트                      | 카부르트                      | 카부르트                      | 카부르트                      | 카부르트                      | 카부르트                      |        |        | 알프 아르슬란 1063년~1072년   | 알프 아르슬란 1063년~1072년   | 알프 아르슬란 1063년~1072년   | 알프 아르슬란 1063년~1072년   | 알프 아르슬란 1063년~1072년   | 알프 아르슬란 1063년~1072년   |  |  | 술라이만               | 술라이만               | 술라이만               | 술라이만               | 술라이만               | 술라이만               |  |  | 우스만        | 우스만        | 우스만        | 우스만        | 우스만        | 우스만        |  |  | 바흐람 샤 | 바흐람 샤 | 바흐람 샤 | 바흐람 샤 | 바흐람 샤 | 바흐람 샤 |  |  |  |  |  |  |  |  |  |  |  |  |  |  |  |  |  |  |  |  |  |  |  |  |  |  |  |  |  |  |  |  |  |  |  |  |
|  |  |        |        |        |        |                   |                   |                   |                   |                            |                            |                            |                            |                            |                            |  |  |                               |                               |                               |                               |                               |                               |        |        |                               |                               |                               |                               |                               |                               |  |  |                        |                        |                        |                        |                        |                        |  |  |               |               |               |               |               |               |  |  |           |           |           |           |           |           |  |  |  |  |  |  |  |  |  |  |  |  |  |  |  |  |  |  |  |  |  |  |  |  |  |  |  |  |  |  |  |  |  |  |  |  |
|  |  |        |        |        |        |                   |                   |                   |                   | 룸 셀주크                  | 룸 셀주크                  | 룸 셀주크                  | 룸 셀주크                  | 룸 셀주크                  | 룸 셀주크                  |  |  | 키르만 셀주크                 | 키르만 셀주크                 | 키르만 셀주크                 | 키르만 셀주크                 | 키르만 셀주크                 | 키르만 셀주크                 |        |        | 말리크 샤 1072년~1092년       | 말리크 샤 1072년~1092년       | 말리크 샤 1072년~1092년       | 말리크 샤 1072년~1092년       | 말리크 샤 1072년~1092년       | 말리크 샤 1072년~1092년       |  |  | 테키슈                 | 테키슈                 | 테키슈                 | 테키슈                 | 테키슈                 | 테키슈                 |  |  | 투투슈        | 투투슈        | 투투슈        | 투투슈        | 투투슈        | 투투슈        |  |  |           |           |           |           |           |           |  |  |  |  |  |  |  |  |  |  |  |  |  |  |  |  |  |  |  |  |  |  |  |  |  |  |  |  |  |  |  |  |  |  |  |  |
|  |  |        |        |        |        |                   |                   |                   |                   | 룸 셀주크                  | 룸 셀주크                  | 룸 셀주크                  | 룸 셀주크                  | 룸 셀주크                  | 룸 셀주크                  |  |  | 키르만 셀주크                 | 키르만 셀주크                 | 키르만 셀주크                 | 키르만 셀주크                 | 키르만 셀주크                 | 키르만 셀주크                 |        |        | 말리크 샤 1072년~1092년       | 말리크 샤 1072년~1092년       | 말리크 샤 1072년~1092년       | 말리크 샤 1072년~1092년       | 말리크 샤 1072년~1092년       | 말리크 샤 1072년~1092년       |  |  | 테키슈                 | 테키슈                 | 테키슈                 | 테키슈                 | 테키슈                 | 테키슈                 |  |  | 투투슈        | 투투슈        | 투투슈        | 투투슈        | 투투슈        | 투투슈        |  |  |           |           |           |           |           |           |  |  |  |  |  |  |  |  |  |  |  |  |  |  |  |  |  |  |  |  |  |  |  |  |  |  |  |  |  |  |  |  |  |  |  |  |
|  |  |        |        |        |        |                   |                   |                   |                   |                            |                            |                            |                            |                            |                            |  |  |                               |                               |                               |                               |                               |                               |        |        |                               |                               |                               |                               |                               |                               |  |  |                        |                        |                        |                        |                        |                        |  |  |               |               |               |               |               |               |  |  |           |           |           |           |           |           |  |  |  |  |  |  |  |  |  |  |  |  |  |  |  |  |  |  |  |  |  |  |  |  |  |  |  |  |  |  |  |  |  |  |  |  |
|  |  |        |        |        |        |                   |                   |                   |                   | 바르크야루크 1092년~1105년 | 바르크야루크 1092년~1105년 | 바르크야루크 1092년~1105년 | 바르크야루크 1092년~1105년 | 바르크야루크 1092년~1105년 | 바르크야루크 1092년~1105년 |  |  | 무함마드 타파르 1105년~1118년 | 무함마드 타파르 1105년~1118년 | 무함마드 타파르 1105년~1118년 | 무함마드 타파르 1105년~1118년 | 무함마드 타파르 1105년~1118년 | 무함마드 타파르 1105년~1118년 |        |        | 아흐마드 산자르 1118년~1157년 | 아흐마드 산자르 1118년~1157년 | 아흐마드 산자르 1118년~1157년 | 아흐마드 산자르 1118년~1157년 | 아흐마드 산자르 1118년~1157년 | 아흐마드 산자르 1118년~1157년 |  |  | 마흐무드 1092년~1094년 | 마흐무드 1092년~1094년 | 마흐무드 1092년~1094년 | 마흐무드 1092년~1094년 | 마흐무드 1092년~1094년 | 마흐무드 1092년~1094년 |  |  | 시리아 셀주크 | 시리아 셀주크 | 시리아 셀주크 | 시리아 셀주크 | 시리아 셀주크 | 시리아 셀주크 |  |  |           |           |           |           |           |           |  |  |  |  |  |  |  |  |  |  |  |  |  |  |  |  |  |  |  |  |  |  |  |  |  |  |  |  |  |  |  |  |  |  |  |  |
|  |  |        |        |        |        |                   |                   |                   |                   | 바르크야루크 1092년~1105년 | 바르크야루크 1092년~1105년 | 바르크야루크 1092년~1105년 | 바르크야루크 1092년~1105년 | 바르크야루크 1092년~1105년 | 바르크야루크 1092년~1105년 |  |  | 무함마드 타파르 1105년~1118년 | 무함마드 타파르 1105년~1118년 | 무함마드 타파르 1105년~1118년 | 무함마드 타파르 1105년~1118년 | 무함마드 타파르 1105년~1118년 | 무함마드 타파르 1105년~1118년 |        |        | 아흐마드 산자르 1118년~1157년 | 아흐마드 산자르 1118년~1157년 | 아흐마드 산자르 1118년~1157년 | 아흐마드 산자르 1118년~1157년 | 아흐마드 산자르 1118년~1157년 | 아흐마드 산자르 1118년~1157년 |  |  | 마흐무드 1092년~1094년 | 마흐무드 1092년~1094년 | 마흐무드 1092년~1094년 | 마흐무드 1092년~1094년 | 마흐무드 1092년~1094년 | 마흐무드 1092년~1094년 |  |  | 시리아 셀주크 | 시리아 셀주크 | 시리아 셀주크 | 시리아 셀주크 | 시리아 셀주크 | 시리아 셀주크 |  |  |           |           |           |           |           |           |  |  |  |  |  |  |  |  |  |  |  |  |  |  |  |  |  |  |  |  |  |  |  |  |  |  |  |  |  |  |  |  |  |  |  |  |
|  |  |        |        |        |        |                   |                   |                   |                   | 말리크샤 2세 1105년        | 말리크샤 2세 1105년        | 말리크샤 2세 1105년        | 말리크샤 2세 1105년        | 말리크샤 2세 1105년        | 말리크샤 2세 1105년        |  |  | 이라크 셀주크                 | 이라크 셀주크                 | 이라크 셀주크                 | 이라크 셀주크                 | 이라크 셀주크                 | 이라크 셀주크                 |        |        |                               |                               |                               |                               |                               |                               |  |  |                        |                        |                        |                        |                        |                        |  |  |               |               |               |               |               |               |  |  |           |           |           |           |           |           |  |  |  |  |  |  |  |  |  |  |  |  |  |  |  |  |  |  |  |  |  |  |  |  |  |  |  |  |  |  |  |  |  |  |  |  |

## 같이 보기
- 룸 셀주크
- 십자군
- 오스만 제국

## 참고 문헌
- 고마츠 히사오 외 씀, 이평래 옮김, 《중앙 유라시아의 역사》, 소나무, 2005.
- 프랜시스 로빈슨 외 씀, 손주영 외 옮김, 《사진과 그림으로 보는 케임브리지 이슬람사》, 시공사, 2002.
- Boyle, J.A., (Editor). The Cambridge History of Iran: Volume 5, The Saljuq and Mongol Periods . Cambridge University Press; Reissue edition (January 1, 1968).